# Chlorociboria
Chlorociboria Seaver ex C.S. Ramamurthi, Korf & L.R. Batra (chlorówka) – rodzaj grzybów z rodziny Chlorociboriaceae. W Polsce występują dwa gatunki.

## Systematyka i nazewnictwo
Pozycja w klasyfikacji według Index Fungorum:
Chlorociboriaceae, Helotiales, Leotiomycetidae, Leotiomycetes, Pezizomycotina, Ascomycota, Fungi.
Takson ten utworzyli Fred Jay Seaver, C.S. Ramamurthi oraz Richard Paul Korf i L.R. Batra w 1958 r.
Nazwa polska według M.A. Chmiel.

## Niektóre gatunki
- Chlorociboria aeruginascens (Nyl.) Kanouse ex C.S. Ramamurthi, Korf & L.R. Batra 1958 – chlorówka drobna
- Chlorociboria aeruginosa (Oeder) Seaver ex C.S. Ramamurthi, Korf & L.R. Batra 1958 – chlorówka grynszpanowa
- Chlorociboria albohymenia P.R. Johnst. 2005
- Chlorociboria argentinensis J.R. Dixon 1975
- Chlorociboria awakinoana P.R. Johnst. 2005
- Chlorociboria campbellensis P.R. Johnst. 2005
- Chlorociboria clavula P.R. Johnst. 2005
- Chlorociboria colubrosa P.R. Johnst. 2005
- Chlorociboria duriligna P.R. Johnst. 2005
- Chlorociboria halonata P.R. Johnst. 2005
- Chlorociboria lamellicola Huhtinen & Döbbeler 2010
- Chlorociboria macrospora P.R. Johnst. 2005
- Chlorociboria musae Dennis 1959
- Chlorociboria omnivirens (Berk.) J.R. Dixon 1975
- Chlorociboria pardalota P.R. Johnst. 2005
- Chlorociboria poutoensis P.R. Johnst. 2005
- Chlorociboria procera P.R. Johnst. 2005
- Chlorociboria salviicolor (Ellis & Everh.) Korf 1979
- Chlorociboria spathulata P.R. Johnst. 2005
- Chlorociboria spiralis P.R. Johnst. 2005
- Chlorociboria strobilina (Alb. & Schwein.) Seaver 1936

Nazwy naukowe na podstawie Index Fungorum. Uwzględniono tylko gatunki zweryfikowane. Nazwa polska według A. Chmiel.